# Jim Schoenfeld
James Grant Schoenfeld, detto Jim (Galt, 4 settembre 1952), è un dirigente sportivo, allenatore di hockey su ghiaccio ed ex hockeista su ghiaccio canadese.

## Carriera

### Giocatore
Ha giocato per i Buffalo Sabres dal 1973 al 1981, per i Detroit Red Wings dal 1981 al 1983, per i Boston Bruins per la stagione 1983-84 e ancora una volta con i Sabres per la sua ultima stagione, quella 1984-85.

### Allenatore
Ha allenato inizialmente i Sabres nella stagione successiva ma è stato licenziato prima della fine della stagione. I New Jersey Devils l'hanno ingaggiato dal 1987 al 1990 quando è stato licenziato di nuovo e John Cunniff ha preso il suo posto in panchina. Nella stagione 1993-94 i Washington Capitals l'hanno assunto e Schoenfeld li ha poi allenati per 4 stagioni, fino al 1996-97.
Per la stagione successiva è andato a Phoenix nell'Arizona dove ha allenato i Phoenix Coyotes per 2 stagioni.
È forse più conosciuto per un episodio in una partita dei playoff del 1988, quando allenava i Devils, in cui ha verbalmente insultato l'arbitro Don Koharski, gridandogli parole oscene e suggerendogli di "mangiarsi un'altra ciambellina". L'incidente si è risolto con una sospensione per Schoenfeld, contro la quale la franchigia  ha fatto appello alla Corte Superiore del New Jersey. Questo appello ad autorità fuori dalla NHL era senza precedenti e ha dato ai Devils un rinvio preliminare della sospensione. Per protesta l'arbitro Dave Newell e i guardalinee assegnati alla partita successiva l'hanno boicottata. Due guardalinee delle leghe giovanili li hanno sostituiti nella partita indossando magliette gialle. Per risolvere l'incidente la NHL ha sospeso Schoenfeld per la partita successiva. In seguito Schoenfeld ha ammesso di essere rammaricato per i suoi commenti.

## Palmarès

### Giocatore

#### Individuale
- NHL Second All-Star Team: 1

1979-1980
- NHL All-Star Game: 2

1977, 1980